# ميل أندرسون
ميل أندرسون (بالإنجليزية: Mel Anderson)‏ هو لاعب كرة قدم أمريكية أمريكي، ولد في 29 أغسطس 1965.

## وصلات خارجية
- ميل أندرسون على موقع مرجع كرة القدم المحترفة.كوم (الإنجليزية)